# Liste des cuivres en musique classique

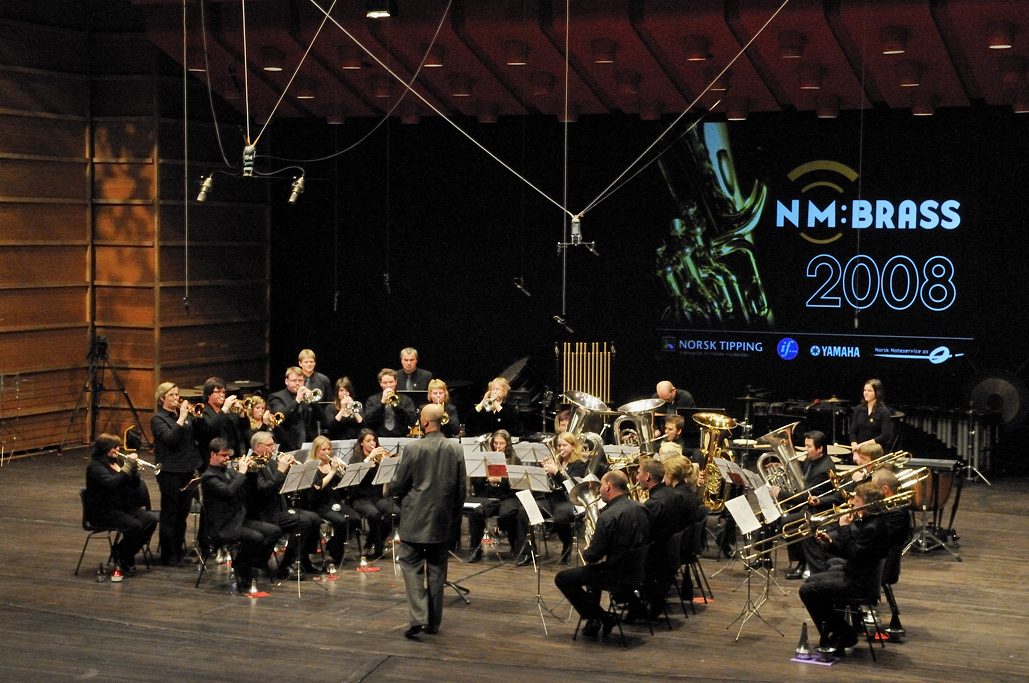
Ensemble de cuivres

Cet article recense les instruments à vent de la famille des cuivres, qui sont habituellement utilisés en musique classique. Les cuivres utilisés dans d'autres types de musique sont répertoriés dans la page Cuivre.
- le baryton
- le bugle
- le clairon
- la contrebasse à vent
- le cor
- le cornet à pistons
- l'euphonium
- l'ophicléide
- le saxhorn
- la sacqueboute
- le sousaphone
- le trombone
- la trompette
- le tuba